# Нурмсі (Ляенеранна)
Ну́рмсі (ест. Nurmsi küla) — село в Естонії, у волості Ганіла повіту Ляенемаа.

## Населення
Чисельність населення на 31 грудня 2011 року становила 32 особи.